# Erik Brännström
Erik Brännström (* 2. September 1999 in Eksjö) ist ein schwedischer Eishockeyspieler, der seit Juli 2025 beim Lausanne HC aus der Schweizer National League unter Vertrag steht und dort auf der Position des Verteidigers spielt. Zuvor war Brännström über fünf Jahre in der Organisation der Ottawa Senators aktiv und spielte kurzzeitig für die Vancouver Canucks in der National Hockey League (NHL).

## Karriere
Erik Brännström wurde in Eksjö geboren und spielte in seiner Jugend für den Nässjö HC im nahe gelegenen Nässjö. Anschließend wechselte er in die Nachwuchsabteilung von HV71, für dessen U20 er ab der Saison 2014/15 in der J20 SuperElit auflief, der höchsten Juniorenliga Schwedens. Im Folgejahr absolvierte der Abwehrspieler dort 41 Partien, in denen ihm 30 Scorerpunkte gelangen, während er auch für die Profiabteilung von HV71 in der Svenska Hockeyligan (SHL) debütierte. Bereits ab der Spielzeit 2016/17 wurde der Schwede überwiegend bei den Herren eingesetzt, die am Ende der Saison die schwedische Meisterschaft gewannen, wobei Brännström in den Playoffs jedoch nicht auf dem Eis stand. Parallel dazu führte er die U20 des Vereins als Kapitän an, erzielte einen Punkteschnitt von über 1,0 in der SuperElit (23 in 19 Spielen) und wurde demzufolge als bester Verteidiger der Liga geehrt. In der Folge wählten ihn die neu gegründeten Vegas Golden Knights im NHL Entry Draft 2017 in der ersten Runde an 15. Position aus. Ein Jahr später wurde er beim CHL Import Draft 2018 in der ersten Runde als insgesamt 44. Spieler von den Brandon Wheat Kings ausgewählt. Diese kamen aber wegen der Rechte der Golden Knights nicht zum Zuge.
Die Golden Knights statteten Brännström im Juli 2017 mit einem Einstiegsvertrag aus, gaben ihn allerdings zur weiteren Entwicklung für ein weiteres Jahr auf Leihbasis an HV71 ab. Dort verzeichnete er 15 Punkte in 44 SHL-Spielen, bevor er zur Saison 2018/19 fest nach Nordamerika wechselte. Vegas setzte ihn vorerst bei den Chicago Wolves ein, seinem Farmteam aus der American Hockey League (AHL), bei denen er ebenfalls überzeugte und das Team beim AHL All-Star Classic 2019 vertrat. Im Februar 2019 wurde der Abwehrspieler jedoch zum zentralen Bestandteil eines Tauschgeschäfts, mit dem die Golden Knights Mark Stone zur Trade Deadline von den Ottawa Senators verpflichteten. Brännström wechselte im Gegenzug samt Oscar Lindberg und einem Zweitrunden-Wahlrecht im NHL Entry Draft 2020 in die kanadische Hauptstadt. Vorerst wurde er auch dort beim Farmteam eingesetzt, den Belleville Senators, jedoch berief ihn Ottawa bereits nach fünf Partien in sein Aufgebot, sodass er im März 2019 sein Debüt in der National Hockey League (NHL) gab. Nachdem er die Saison 2019/20 in stetem Wechsel zwischen NHL und AHL sowie die Off-Season im Herbst 2020 bei den SCL Tigers in der Schweizer National League verbracht hatte, etablierte er sich im Verlauf der Spielzeit 2020/21 in Ottawas NHL-Aufgebot.
Nach über fünf Jahren in der Organisation der Senators wechselte Brännström im Juli 2024 als Free Agent zur Colorado Avalanche. Noch vor dem Beginn der neuen Saison 2024/25 wurde er im Oktober 2024 allerdings an die Vancouver Canucks abgegeben, die im Gegenzug Tucker Poolman sowie ein Viertrunden-Wahlrecht im NHL Entry Draft 2025 nach Colorado schickten. In Vancouver wiederum war der Verteidiger nur bis Januar 2025, als er samt J. T. Miller und Jackson Dorrington an die New York Rangers abgegeben wurde. Im Gegenzug erhielten die Canucks Filip Chytil, Victor Mancini und ein konditionales Erstrunden-Wahlrecht im NHL Entry Draft 2025. Letzteres ist Top-13-geschützt, verschiebt sich also automatisch um ein Jahr nach hinten, sollte es sich unter den ersten 13 Positionen befinden.
Die Rangers setzten den Schweden in der Folge ausschließlich beim AHL-Farmteam Hartford Wolf Pack ein, ehe sie ihn im März 2025 im Tausch für Nicolas Aubé-Kubel an die Buffalo Sabres abgaben. Dort spielte Brännström bis zum Saisonende ebenfalls nur in der AHL für die Rochester Americans. In der Organisation der Sabres erhielt er schließlich keinen weiterführenden Vertrag, sodass der Verteidiger im Sommer 2025 zum Lausanne HC aus der Schweizer National League wechselte.
Brännström galt als Prototyp des technisch versierten und offensiv ausgerichteten Verteidigers, wobei seine Physis (1,78 m; 82 kg) jedoch als deutlich unterdurchschnittlich bewertet wurde.

### International
Erste internationale Erfahrungen sammelte Brännström beim Ivan Hlinka Memorial Tournament 2015, bei dem er mit der schwedischen U18-Auswahl ebenso die Silbermedaille gewann wie wenig später mit der U17 die Bronzemedaille bei der World U-17 Hockey Challenge 2015. Es folgte eine weitere Silbermedaille bei der U18-Weltmeisterschaft 2016, bevor der Verteidiger mit der U18 beim Ivan Hlinka Memorial Tournament 2016 sowie bei der U18-Weltmeisterschaft 2017 jeweils den vierten Platz belegte. Anschließend gewann er mit der U20-Nationalmannschaft eine weitere Silbermedaille bei der U20-Weltmeisterschaft 2018, ehe er die Tre Kronor als Kapitän zu einem fünften Rang bei der U20-Weltmeisterschaft 2019 führte. Darüber hinaus debütierte Brännström bereits im Rahmen der Euro Hockey Tour der Saison 2017/18 für die A-Nationalmannschaft seines Heimatlandes.

## Erfolge und Auszeichnungen
- 2017 Bester Verteidiger der J20 SuperElit
- 2019 Teilnahme am AHL All-Star Classic

### International
| - 2015 Silbermedaille beim Ivan Hlinka Memorial Tournament - 2015 Bronzemedaille bei der World U-17 Hockey Challenge - 2016 Silbermedaille bei der U18-Weltmeisterschaft | - 2018 Silbermedaille bei der U20-Weltmeisterschaft - 2019 All-Star-Team der U20-Weltmeisterschaft |

## Karrierestatistik
Stand: Ende der Saison 2024/25

### International
Vertrat Schweden bei:
| - Ivan Hlinka Memorial Tournament 2015 - World U-17 Hockey Challenge 2015 - U18-Weltmeisterschaft 2016 - Ivan Hlinka Memorial Tournament 2016 | - U18-Weltmeisterschaft 2017 - U20-Weltmeisterschaft 2018 - U20-Weltmeisterschaft 2019 |

(Legende zur Spielerstatistik: Sp oder GP = absolvierte Spiele; T oder G = erzielte Tore; V oder A = erzielte Assists; Pkt oder Pts = erzielte Scorerpunkte; SM oder PIM = erhaltene Strafminuten; +/− = Plus/Minus-Bilanz; PP = erzielte Überzahltore; SH = erzielte Unterzahltore; GW = erzielte Siegtore; 1 Play-downs/Relegation; Kursiv: Statistik nicht vollständig)

## Familie
Sein Vater Niklas Brännström war ebenfalls professioneller Eishockeyspieler und lief dabei vor allem in der höchsten schwedischen Spielklasse sowie kurzzeitig für die Starbulls Rosenheim auf. Auch sein älterer Bruder Isac Brännström (* 1998) ist Eishockeyprofi, mit dem er gemeinsam bei HV71 spielte.